# فرودگاه شهری ایلی
فرودگاه شهری ایلی (به انگلیسی: Ely Municipal Airport) یک فرودگاه همگانی بهره‌برداری هوایی با کد یاتا LYU است که یک باند فرود آسفالت دارد و طول باند آن ۱۷۰۷ متر است. این فرودگاه در شهر ایلی، مینه‌سوتا کشور ایالات متحده آمریکا قرار دارد و در ارتفاع ۴۴۴ متری از سطح دریا واقع شده است.